# Chemiré-le-Gaudin
Chemiré-le-Gaudin és un municipi francès situat al departament del Sarthe i a la regió de País del Loira. L'any 2007 tenia 931 habitants.

## Demografia

### Població
El 2007 la població de fet de Chemiré-le-Gaudin era de 931 persones. Hi havia 346 famílies de les quals 76 eren unipersonals (48 homes vivint sols i 28 dones vivint soles), 103 parelles sense fills, 147 parelles amb fills i 20 famílies monoparentals amb fills.
La població ha evolucionat segons el següent gràfic:
Habitants censats

### Habitatges
El 2007 hi havia 403 habitatges, 353 eren l'habitatge principal de la família, 20 eren segones residències i 30 estaven desocupats. 387 eren cases i 14 eren apartaments. Dels 353 habitatges principals, 292 estaven ocupats pels seus propietaris, 59 estaven llogats i ocupats pels llogaters i 3 estaven cedits a títol gratuït; 1 tenia una cambra, 23 en tenien dues, 57 en tenien tres, 80 en tenien quatre i 192 en tenien cinc o més. 249 habitatges disposaven pel capbaix d'una plaça de pàrquing. A 129 habitatges hi havia un automòbil i a 206 n'hi havia dos o més.

### Piràmide de població
La piràmide de població per edats i sexe el 2009 era:
| Homes | Edats   | Dones |
| ----- | ------- | ----- |
| 0     | 95 o +  | 4     |
| 0     | 90 a 94 | 0     |
| 12    | 85 a 89 | 4     |
| 0     | 80 a 84 | 8     |
| 20    | 75 a 79 | 8     |
| 8     | 70 a 74 | 8     |
| 24    | 65 a 69 | 20    |
| 16    | 60 a 64 | 12    |
| 12    | 55 a 59 | 16    |
| 36    | 50 a 54 | 24    |
| 40    | 45 a 49 | 60    |
| 20    | 40 a 44 | 28    |
| 52    | 35 a 39 | 24    |
| 32    | 30 a 34 | 52    |
| 24    | 25 a 29 | 32    |
| 32    | 20 a 24 | 16    |
| 36    | 15 a 19 | 12    |
| 16    | 10 a 14 | 44    |
| 32    | 5 a 9   | 44    |
| 28    | 0 a 4   | 44    |

## Economia
El 2007 la població en edat de treballar era de 619 persones, 473 eren actives i 146 eren inactives. De les 473 persones actives 438 estaven ocupades (247 homes i 191 dones) i 35 estaven aturades (14 homes i 21 dones). De les 146 persones inactives 63 estaven jubilades, 43 estaven estudiant i 40 estaven classificades com a «altres inactius».

### Ingressos
El 2009 a Chemiré-le-Gaudin hi havia 353 unitats fiscals que integraven 948 persones, la mediana anual d'ingressos fiscals per persona era de 17.810 €.

### Activitats econòmiques
Dels 16 establiments que hi havia el 2007, 1 era d'una empresa alimentària, 2 d'empreses de construcció, 4 d'empreses de comerç i reparació d'automòbils, 3 d'empreses d'hostatgeria i restauració, 1 d'una empresa immobiliària, 2 d'empreses de serveis, 1 d'una entitat de l'administració pública i 2 d'empreses classificades com a «altres activitats de serveis».
Dels 6 establiments de servei als particulars que hi havia el 2009, 1 era un taller de reparació d'automòbils i de material agrícola, 2 fusteries, 1 perruqueria, 1 restaurant i 1 agència immobiliària.
Dels 2 establiments comercials que hi havia el 2009, 1 era una fleca i 1 una carnisseria.
L'any 2000 a Chemiré-le-Gaudin hi havia 25 explotacions agrícoles que ocupaven un total de 2.034 hectàrees.

## Equipaments sanitaris i escolars
El 2009 hi havia una escola elemental.

## Poblacions més properes
El següent diagrama mostra les poblacions més properes.